# آرکی وایتلی
آرکی وایتلی (انگلیسی: Arkie Whiteley; ۶ نوامبر ۱۹۶۴ – ۱۹ دسامبر ۲۰۰۱) هنرپیشه اهل استرالیا بود.
از فیلم‌ها یا برنامه‌های تلویزیونی که وی در آن نقش داشته‌است می‌توان به مکس دیوانه ۲ و شاهدخت کارابو اشاره کرد.